# Xarat
Aix-Xara (àrab: الشاراة, ax-Xārā; derivat de llatí serra) fou el nom donat per alguns geògrafs andalusins per designar les muntanyes del centre de la península Ibèrica entre Medinaceli i Coimbra. Correspon a les modernes Serra de Guadarrama, Serra de Gredos, Serra de Gata i Serra da Estrela. Al-Idrissí dona aquest nom a un «clima» (un dels 26 districtes) de l'Àndalus, abraçant la serra de Guadarrama (amb Talavera de la Reina, Toledo, Madrid, al-Fahmin, Guadalajara, Uclés i Huete).